# IMAM Ro.57
И.М.А.М Ро.57 (итал. IMAM Ro.57) — итальянский многоцелевой двухмоторный одноместный истребитель, пикирующий бомбардировщик времён Второй мировой войны.

## История
Во второй половине 1930-х годов Королевским ВВС Италии понадобился тяжелый двухмоторный истребитель для сопровождения бомбардировщиков, перехвата и долговременного патрулирования. Создание такого истребителя было поручено конструкторской группе Пьетро Карелио и Манлио Фиоре под руководством главного конструктора фирмы IMAM Джованни Галассо.
При работе над новым самолётом были использованы наработки более ранней опытной модели Ro.53, ввиду чего его создание стало достаточно быстрым. Самолёт получился с классической для такого типа компоновкой с деревянным крылом и цельнометаллическими фюзеляжем. Моноплан смешанной конструкции с закрытой кабиной и убирающимся шасси с хвостовым колесом. Два радиальных двигателя Fiat A.74RC.38 позволяли развивать максимальную скорость в 550 км/ч. В носовой части устанавливались два пулемёта Breda-SAFAT калибром 12,7-мм.
Ro.57 прошел испытания в 1939 году. Увы, испытания показали, что новый самолёт уступает по своим характеристикам одномоторным истребителям. Тем не менее ВВС не собирались отказываться, поэтому к 1941 году самолёт был доработан. Этот вариант получил обозначение Ro.57bis и серийно строился на заводе IMAM в Неаполе. Вместе с тем изменилась и его специализация. Теперь его планировалось использовать в качестве штурмовика или пикирующего бомбардировщика способного нести под фюзеляжем 500-кг бомбу, то есть в роли тех типов самолётов, с которыми у итальянской промышленности не ладилось.
Но и в таком качестве самолёт оказался не совсем удачным, поскольку на него не удалось установить значительного бронирования. Из заказанных 200 единиц фирме IMAM удалось собрать всего от 50 до 75 единиц. Применялся в частях ПВО с 1942 года, а также в Северной Африке и на Сицилии в 1942—1943 годах. Однако точных сведений о их боевом применении нет. Снят с производства в середине 1943 года. Данные о дальнейшей судьбе оставшихся машин после сентября 1943 года остаются неясными. Скорее всего ни союзникам, ни немцам такой типа самолёта был не нужен, поэтому, возможно, оставшиеся машины были пущены на слом.

## Модификации
- IMAM Ro.57 — базовый (первоначальный) варинат
- IMAM Ro.57bis — улучшенный вариант

## Технические характеристики
(для варианта Ro.57bis)
- Длина — 8,80 м
- Размах крыла — 12,50 м
- Площадь крыла — 23,00 м.кв.
- Высота — 2,90 м
- Вес пустого — 3490 кг
- Вес взлётный — 4990 кг
- Скорость максимальная — 516 км\ч
- Скорость максимальная — 500 км\ч
- Дальность — 1200 км
- Потолок — 9300 метров
- Экипаж — 1 человек
- Двигатель — два FIAT A.74 RC38 мощностью 840 л. с. каждый
- Вооружение — два 12,7-мм пулемета и две 20-мм пушки
- Бомбовая нагрузка — 500 кг бомб